# Schreibersita

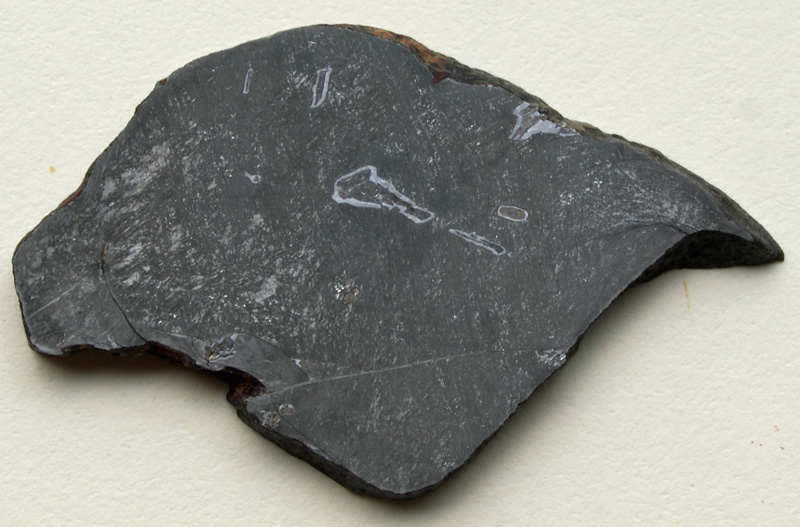
O mineral.

Schreibersita é geralmente um mineral fosfídeo raro ferro-níquel, (Fe,Ni)3P, porém comum em meteoritos ferro-níquel. A única ocorrência conhecida deste mineral na Terra está localizada na Ilha Disko na Groelândia.
Foi nomeado em homenagem ao cientista austríaco Carl Franz Anton Ritter von Schreibers (1775–1852), o qual foi um dos primeiros a descrever tal mineral em meteoritos de ferro.
Schreibersita é alegada de estar presente no Meteorito Magura, Arva-(nome atual – Orava), Eslováquia; o Meteorito Sikhote-Alin na Rússia oriental; no meteorito São Julião de Moreira, Viana do Castelo, Portugal; e numerosos outros lugares, incluindo a Lua.
Em 2007, pesquisadores reportaram que a  schreibersita e outros minerais contentores de fósforo meteórico podem ser a fonte máxima do fósforo que é tão importante para a vida na Terra.  Em 2013, pesquisadores reportaram ter sucesso na produção de pirofosfito, um possível precursos do pirofosfato, a molécula associada com  a ATP, uma co-enzima central para o metabolismo energético de toda a vida na Terra.  O experimento deles consistia de expor uma amostra de schreibersita a um ambiente morno e ácido, tipicamente encontrado em associação com atividade vulcânica, a qual era muito mais comum na Terra primordial.  Eles hipotetizaram que o experimento pode representar o que chamaram de "vida química", um estágio da evolução que pode ter levado à emergência de vida biológica plena como existe hoje.